# Cheslin Kolbe
Cheslin Kolbe (geboren am 28. Oktober 1993 in Kraaifontein, Westkap) ist ein südafrikanischer Rugby-Union-Spieler. Er kommt gewöhnlich auf der Position des Außendreiviertels oder des Schlussmanns zum Einsatz. Seine größten Erfolge waren der Gewinn der Bronzemedaille bei den Olympischen Spielen 2016 sowie der Gewinn der Weltmeisterschaften 2019 und 2023 mit der südafrikanischen Nationalmannschaft. Kolbe zählt zu den bestbezahlten Rugby-Union-Spielern der Welt.

## Karriere

### Jugendmannschaften
Kolbe vertrat die Western Province RU in verschiedenen Jugend-Alterrstufen, von der U16 Grant Khomo Week 2009 bis zum U21 Provincial Championship 2012. Seit 2012 ist er in der südafrikanischen 7er-Rugby-Nationalmannschaft. 2013 war er Teil des Teams bei der 7er-Rugby-Weltmeisterschaft. 2013 war er Teil der südafrikanischen U-20-Trainingsgruppe, die sich auf einer Argentinien-Tour für die IRB World Junior Championship 2013 vorbereitete, woraufhin er ins Team für den World Junior Championship aufgenommen wurde.

### Vereine
Sein Debüt auf Provinz-Ebene machte er im Vodacom-Cup-Spiel gegen die Boland Cavaliers und einen Monat später war er Auswechselspieler für die Stormers im Super-Rugby-Spiel gegen die Sharks.
Er unterschrieb einen Drei-Jahres-Vertrag bei Western Province bis 2016, danach wechselte er zu Stade Toulousain in Frankreich und gewann dort die französische Meisterschaft. 2021 wechselte er von Toulouse zum RC Toulon.

### Olympische Sommerspiele 2016
Kolbe war Teil des 12-Mann-Teams bei den Olympischen Sommerspielen 2016. Er war Auswechselspieler beim Gruppe-B-Spiel gegen Spanien, das Südafrika 24 – 0 gewann.

### Weltmeisterschaften 2019 und 2023
2019 gewann er mit der Südafrikanischen Rugby-Union-Nationalmannschaft, den Springboks, die Rugby-Union-Weltmeisterschaft 2019 in Japan. Im Finale erzielte er den zweiten Versuch seiner Mannschaft. Im Finale der WM 2023 in Frankreich gegen Neuseeland unterband er in der 74. Minute mit einem taktischen Foul beim Spielstand von 12:11 für die Springboks einen gefährlichen Konter des Gegners und wurde dafür durch eine Gelbe Karte wegen unfairen Spiels des Platzes verwiesen; der folgende Strafkick wurde nicht verwandelt, die Springboks verteidigten den knappen Vorsprung, und Kolbe wurde mit seiner Mannschaft zum zweiten Mal Weltmeister.

## Privatleben
Kolbe ist der Cousin des Südafrikanischen Sprinters Wayde van Niekerk, der bei den Olympischen Sommerspielen 2016 die Goldmedaille im 400-Meter-Lauf gewann.